# Miss Teen International
Miss Teen International är en skönhetstävling för flickor mellan 13 och 18 år. Tävlingen hölls sedan starten 1966 i Hollywood, men flyttade sedan till Costa Rica och Ecuador.
Den nuvarande titelinnehavaren av Miss Teen International är Éffora Consoli från Brasilien.

## Vinnare
| 1993 | Sofia Andersson              | Sverige              |                      |                      |                      |
| 1994 | Ana Carina Góis Homa         | Brasilien            |                      |                      |                      |
| 1995 | Kristen Elizabeth Hungerford | Sverige              |                      |                      |                      |
| 1996 | Karina Renata Cavazzana      | Brasilien            |                      |                      |                      |
| 1997 | Katherine González Rivera    | Puerto Rico          |                      |                      |                      |
| 1998 | Vanessa Martins Fernandes    | Brasilien            |                      |                      |                      |
| 1999 | Carolina Raven               | Aruba                |                      |                      |                      |
| 2000 | Ayanette Mary Ann Statia     | Curaçao              |                      |                      |                      |
| 2001 | Yaraliz Lasanta Santiago     | Puerto Rico          |                      |                      |                      |
| 2002 | Fabriella Quesada Sequeira   | Costa Rica           |                      |                      |                      |
| 2003 | María Teresa Rodríguez       | Costa Rica           |                      |                      |                      |
| 2004 | Lauryn Eagle                 | Australien           |                      |                      |                      |
| 2005 | Tävlingen hölls inte         | Tävlingen hölls inte | Tävlingen hölls inte | Tävlingen hölls inte | Tävlingen hölls inte |
| 2006 | Mayra Matos                  | Puerto Rico          |                      |                      |                      |
| 2007 | Jenny Quiroga Bravo          | Mexiko               |                      |                      |                      |
| 2008 | Isabele Sanchez              | Brasilien            |                      |                      |                      |
| 2009 | Nazareth Cascante            | Costa Rica           |                      |                      |                      |
| 2010 | Lynette Do Nascimiento       | Aruba                |                      |                      |                      |
| 2011 | Adriana Paniagua             | Nicaragua            |                      |                      |                      |
| 2012 | Valerie Hernandez            | Puerto Rico          |                      |                      |                      |
| 2013 | Isabella Novaes Menin        | Brasilien            |                      |                      |                      |
| 2014 | Ailin Adorno                 | Paraguay             |                      |                      |                      |
| 2014 | Fabiola Ortiz                | Bolivia              |                      |                      |                      |
| 2015 | Paola Serrano                | Puerto Rico          |                      |                      |                      |
| 2016 | Camila Montenegro            | Ecuador              |                      |                      |                      |
| 2017 | Tanailyn Medina              | Puerto Rico          |                      |                      |                      |
| 2018 | Julia Hemza                  | Brasilien            |                      |                      |                      |
| 2019 | Paola Serrano                | Peru                 |                      |                      |                      |
| 2020 | Maria Alejandra Royo         | Panama               |                      |                      |                      |
| 2021 | Aurora Jimenez Villalobos    | Puerto Rico          |                      |                      |                      |
| 2022 | Yulienke Jacobs              | Sydafrika            |                      |                      |                      |
| 2023 | Éffora Consoli               | Brasilien            |                      |                      |                      |
| 2024 | Christine Carbo              | Ecuador              |                      |                      |                      |

## Sveriges representant
Sveriges representant till Miss Teen International utses sedan 1966.
Färgnyckel
- Vinnare
- Finalist
- Semifinalist

| År   | Miss Teen Sweden             | Resultat | Andra utmärkelser |
| ---- | ---------------------------- | -------- | ----------------- |
| 1966 | Ewa Aulin                    | VINNARE  |                   |
| 1993 | Sofia Andersson              | VINNARE  |                   |
| 1994 | Kimberly Dawn                |          |                   |
| 1995 | Kristen Elizabeth Hungerford | VINNARE  |                   |

## Källhänvisningar
1. 1 2  Pageantopolis (2023-11-14). ”Miss Teen International 2023: Éffora Consoli från Brasilien!”. Miss Teen International 2023: Éffora Consoli från Brasilien!. https://pageantopolis.net/2023/11/14/miss-teen-international-2023-effora-consoli-of-brazil/. Läst 6 december 2023.
2. ↑  La Hora (2022-10-26). ”Sydafrikanska Yulienke Jacobs är den nya Miss Teen International 2022!”. Sydafrikanska Yulienke Jacobs är den nya Miss Teen International 2022!. https://www.lahora.com.ec/los-rios/yulienke-jacobs-nueva-miss-teen-international-2022/. Läst 11 april 2023.